# Stefan Boonen
Stefan Boonen (Hamont, 28 oktober 1966) is een Vlaams kinderboekenschrijver.

## Levensloop
Boonen volgde een opleiding schrijnwerkerij en daarna bijzondere jeugdzorg. Nadat hij zijn burgerdienst had vervuld, trok hij naar Leuven, waar hij ging werken als opvoeder in de bijzondere jeugdzorg. Sinds 1999 is hij fulltime schrijver.
In 2000 verscheen zijn eerste boek, het voorleesboek Hoor je me!. Sindsdien heeft hij tientallen titels op zijn naam geschreven, voor kinderen tussen 3 en 15 jaar. Hij schrijft zowel prentenboeken, voorleesboeken als leesboeken. Ook de genres waarin hij schrijft zijn uiteenlopend. Hij schrijft zowel spannende/avontuurlijke/grappige boeken als verhalen over ernstige thema's. Meerdere boeken werden vertaald, enkele bewerkt voor theater of televisie.
Naast kinderboeken werkt Boonen mee aan theaterprojecten en was hij de bezieler van het literaire tijdschrift Zulma. Stefan Boonen was een van de initiatiefnemers van Kinderboekendag en is nauw betrokken bij KABAAL (kinderboekenfestival).
Stefan Boonen is de broer van auteur Luc Boonen.